# Eleições parlamentares iugoslavas de 1986
As eleições parlamentares foram realizadas na Iugoslávia entre 10 de março e 10 de maio de 1986 por meio de um complicado sistema de delegados que selecionava delegados para assembleias locais, republicanas e federais. 

## Antecedentes
As eleições foram as quartas realizadas sob a Constituição Iugoslava de 1974, aprovada em 31 de janeiro de 1974, que estabeleceu uma Assembleia bicameral com uma Câmara Federal de 220 membros e uma Câmara de Repúblicas e Províncias de 88 membros. 

## Sistema eleitoral
Os membros da Câmara Federal representavam três grupos: organizações autogestionárias, comunidades e organizações sociopolíticas. Foram eleitos 30 membros para as seis repúblicas e 20 para as duas províncias autónomas, Kosovo e Voivodina. 

## Eleições
O Conselho Federal foi eleito entre 10 de março e 21 de abril, e a Câmara das Repúblicas e Províncias em 10 de maio. O Conselho Executivo Federal foi eleito em 15 de maio, com Branko Mikulić como Presidente (Primeiro-ministro).  O Comitê Central da Liga dos Comunistas da Iugoslávia foi eleito entre 25 e 28 de junho, com Milanko Renovica como presidente.